# Luis Enrique Lemus
Luis Enrique Lemus Dávila (Aguascalientes, 21 de abril de 1992) es un ciclista mexicano que intentó destacar olímpicamente pero se quedó corto con su rendimiento y decidió emprender en el negocio de la compra venta y distribución de bicicletas.

## Trayectoria
Debutó como profesional en las filas del conjunto Jelly Belly presented by Maxxis. Se retiró al finalizar la temporada 2018 después de militar los últimos años de su carrera en el Israel Cycling Academy.
En los Juegos Olímpicos de Río de Janeiro 2016 no concluyó la prueba de ciclismo de ruta.

## Palmarés
2013
- Campeonato de México en Ruta

2014
- 1 etapa del Tour de Hokkaido

2016
- Campeonato de México en Ruta

2018
- 2.º en el Campeonato de México Contrarreloj